# Chloroclystis suffusa
Chloroclystis suffusa là một loài bướm đêm trong họ Geometridae.